# Sepp Schuster
Josef „Sepp“ Schuster (* 25. August 1924; † 16. Jänner 1999) war ein österreichischer Architekt.

## Leben
Sepp Schuster studierte an der Technischen Hochschule Graz, wo er die 1. Staatsprüfung absolvierte. Seine 2. Staatsprüfung und damit der Abschluss seines Architekturstudiums erfolgte 1951 an der Technischen Hochschule Wien. Schuster plante mehrere in den 1950er und 1960er Jahren erbaute Kirchengebäude der Evangelischen Kirche A. B. in Österreich. Für die Gemeinde Wien war er unter anderem an den Entwürfen mehrerer Gemeindebauten beteiligt.
Schuster wurde am Ober Sankt Veiter Friedhof in Wien bestattet.

## Werke

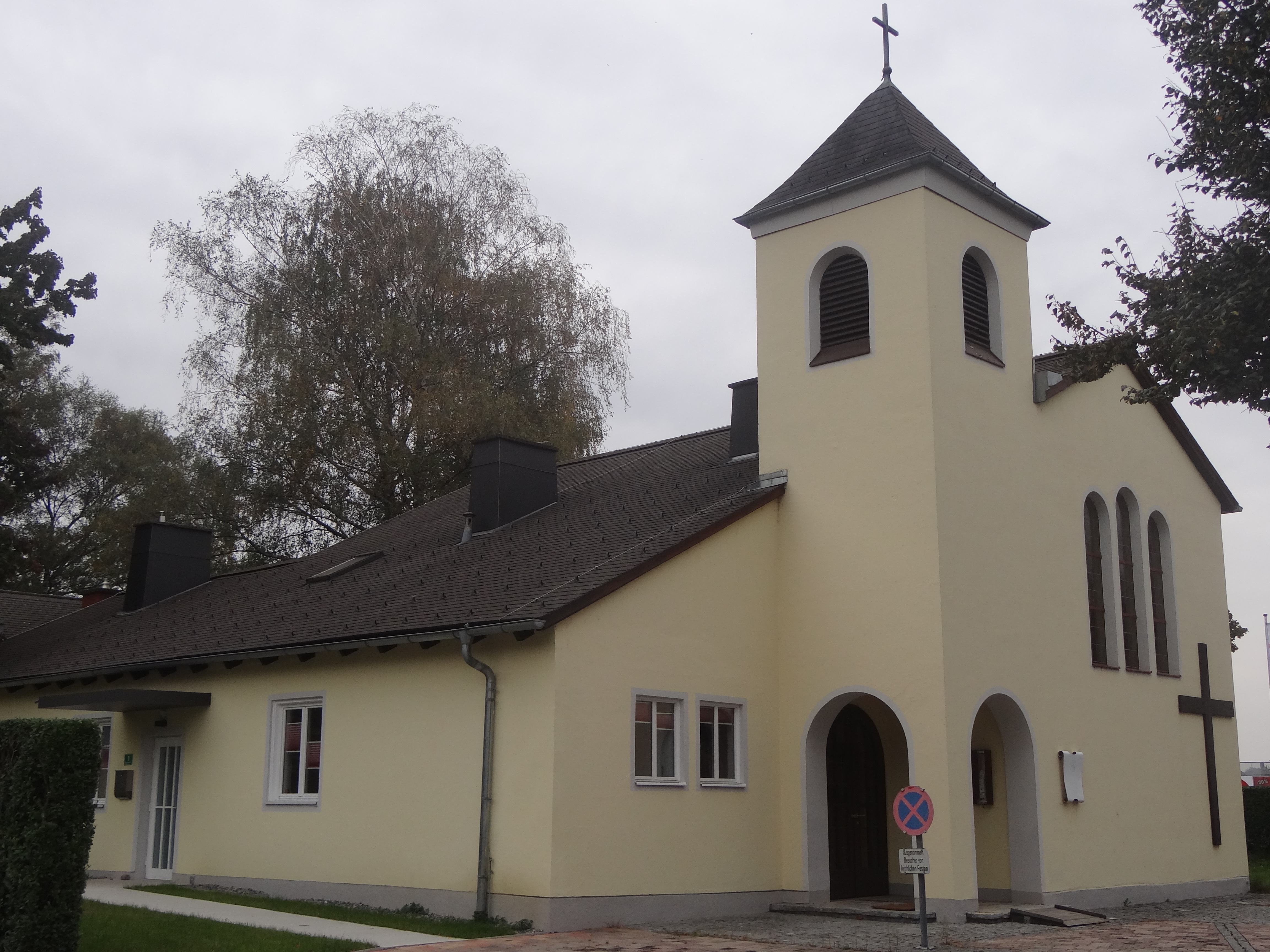
Gustav-Adolf-Kirche in Weiz
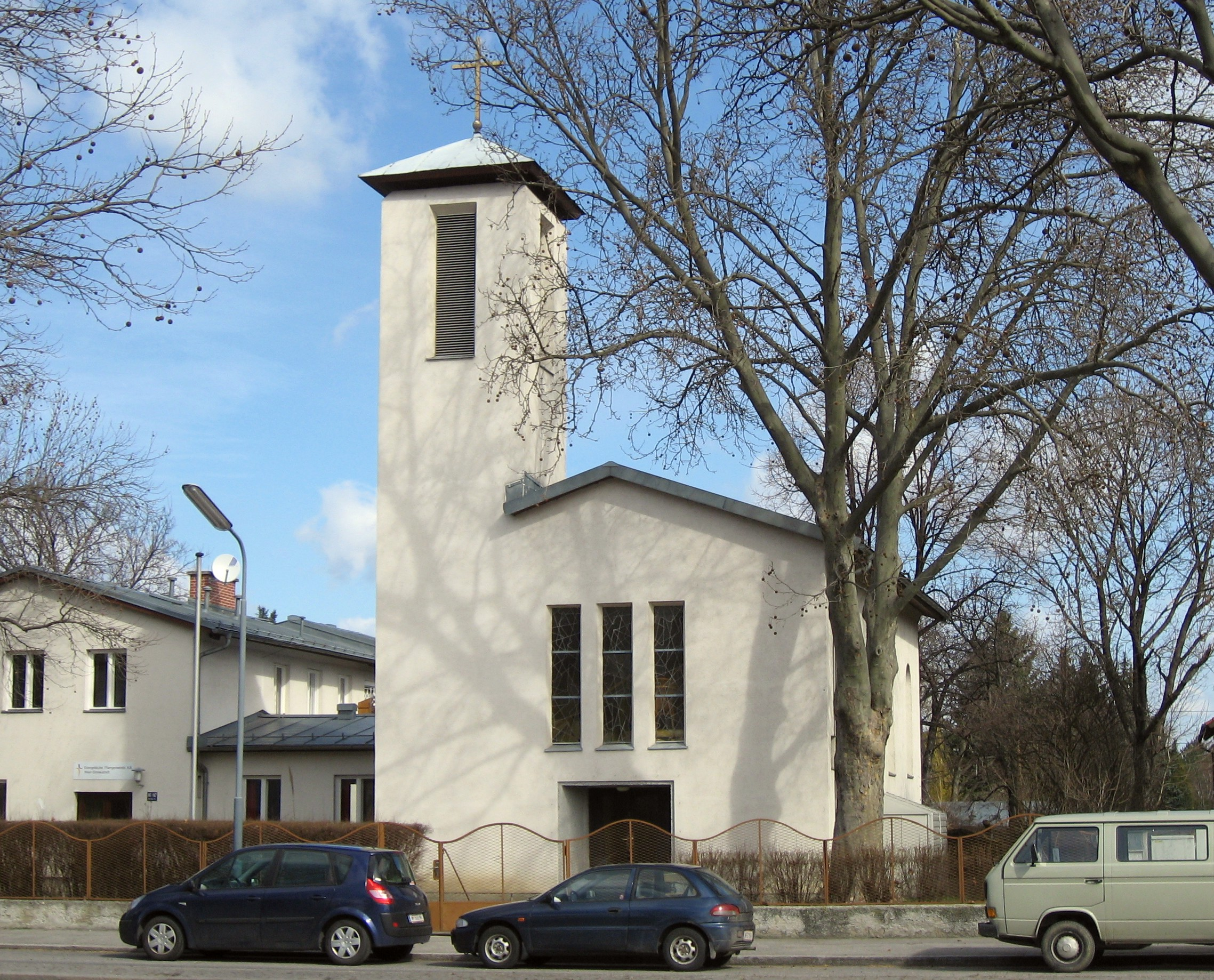
Bekenntniskirche in Wien
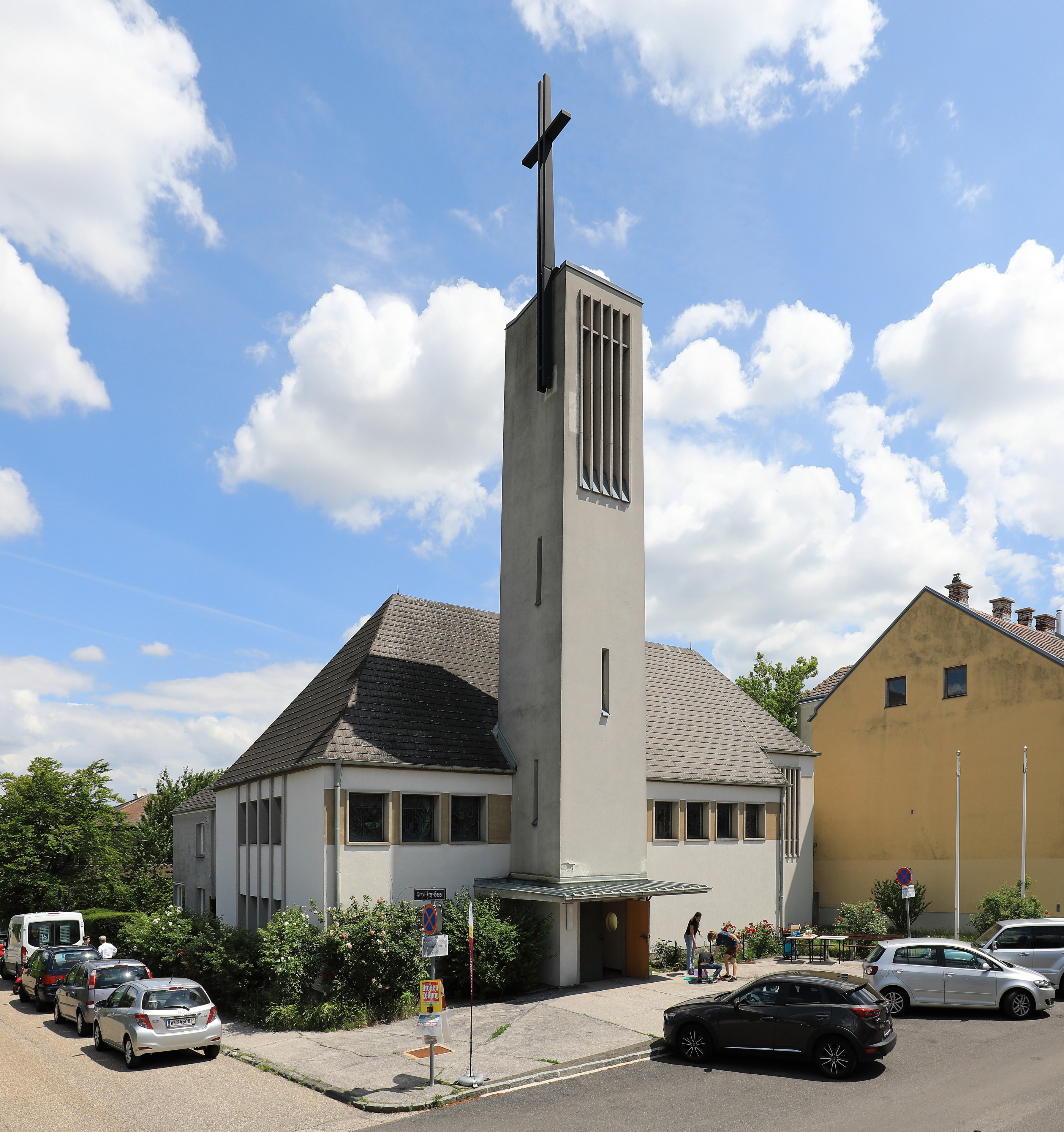
Christ-Königs-Kirche in Perchtoldsdorf
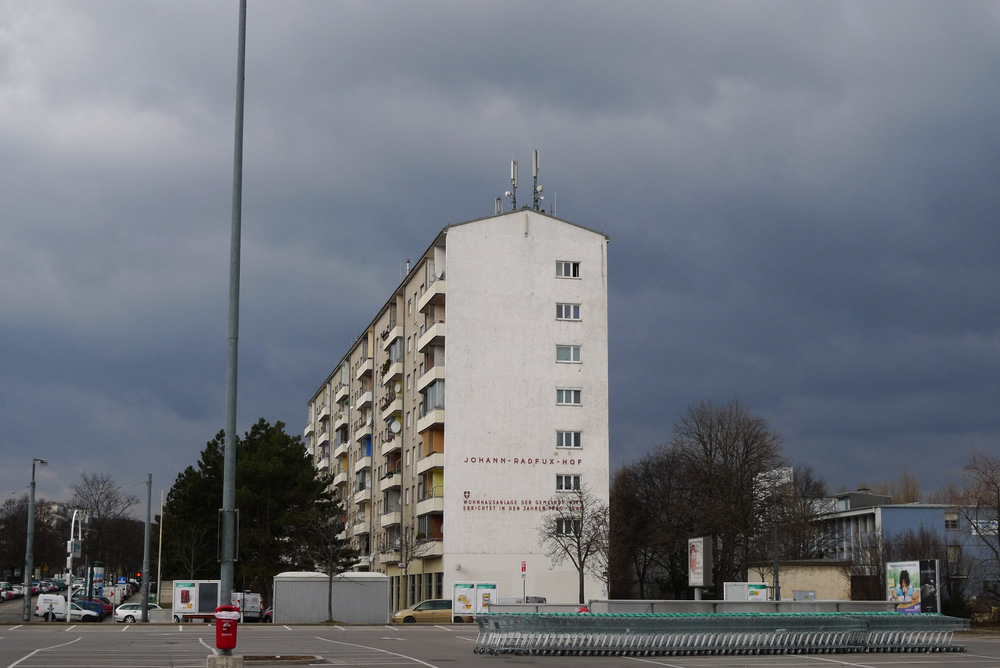
Johann-Radfux-Hof in Wien
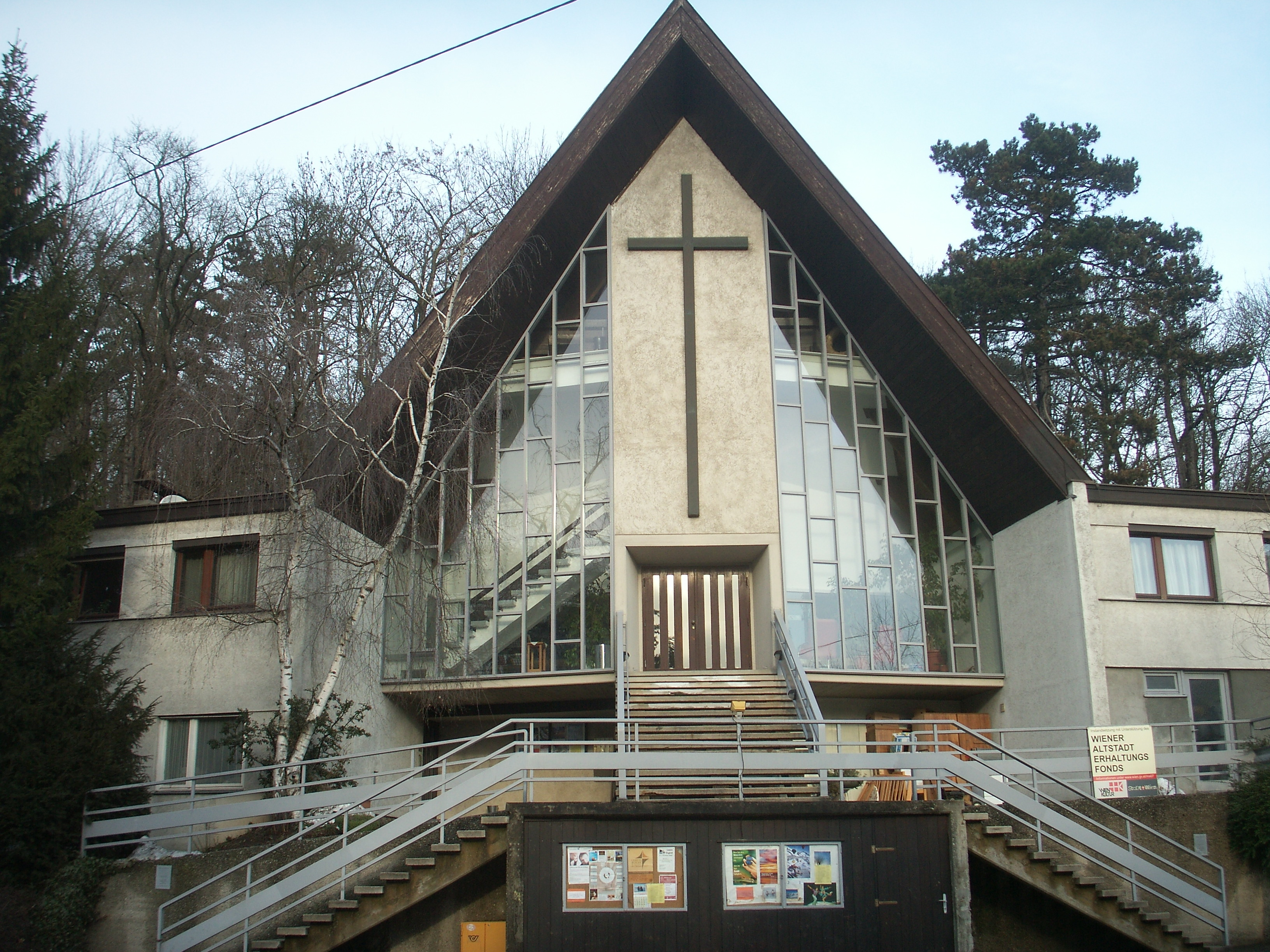
Trinitatiskirche in Wien

- Gustav-Adolf-Kirche in Weiz (erbaut 1954–1957; mit Friedl Lauber)[3]
- Bekenntniskirche in Wien-Hirschstetten (erbaut 1955–1956)
- Städtische Wohnhausanlage Daringergasse 10 in Wien-Sievering (erbaut 1958–1959)[1]
- Auferstehungskirche in Traisen (erbaut 1959)[3]
- Christ-Königs-Kirche in Perchtoldsdorf (erbaut 1959–1962)[4]
- Städtische Wohnhausanlage Johann-Radfux-Hof in Wien-Atzgersdorf (erbaut 1960–1962; mit Harald Bauer, Friedrich (Fritz) Grünberger, Georg Russwurm, Jakob Zachar und Gerhard Kolbe)[5]
- Hauptschule Hermann-Broch-Gasse in Wien-Hetzendorf (erbaut 1967–1968)
- Trinitatiskirche in Wien-Hütteldorf (erbaut 1967–1968)
- Städtische Wohnhausanlage Franz-Koblizka-Hof in Wien-Brigittenau (erbaut 1968–1970; mit Erna Grigkar-Kapinus, Erich Huber, Florian Omasta, Gerhard Krampf, Libuse Partyka und Adolf H. Kautzky)[6]